# Павлов, Сергей Александрович (артист балета)
Сергей Александрович Павлов (28 сентября 1915, Москва — 18 января 1998, Новосибирск) — советский и российский артист балета, педагог, балетмейстер.

## Биография
Родился 28 сентября 1915 года в Москве. В 1935 году окончил Ленинградский хореографический техникум. Участвовал в Великой Отечественной войне.
Был артистом балета в Киевском, Харьковском и Минском театрах, а также в Московском театре имени Станиславского и Немировича-Данченко.
В 1949 году начал карьеру в Новосибирском театре оперы и балета, где позднее занимал должность руководителя балета (1959—1962, 1966—1968).
С 1962 по 1966 год работал художественным руководителем и педагогом в высшем Каирском балетном институте (APE). С 1969 года преподавал в Новосибирском хореографическом училище.
Исполнил партии Вацлава («Бахчисарайский фонтан»), Феба и Клода Фролло («Эсмеральда»), Феи Карабосс и принца Дезире («Спящая красавица») и т. д.
Поставил балет «Щелкунчик» (1949), «Пахита» (классический акт этого балета) и танцы к операм «Руслан и Людмила», «Иван Сусанин», «Лакме», «Хованщина» и др. Занимался постановками вместе с женой З. А. Васильевой, народной артисткой БССР.
Похоронен на Заельцовском кладбище Новосибирска (квартал 31н).